# Detektyw (serial telewizyjny 2014)
Detektyw (ang. True Detective) – amerykański antologiczny, kryminalny serial telewizyjny emitowany przez HBO od 12 stycznia 2014 do 18 lutego 2024 roku. Polska premiera odbyła się 13 stycznia 2014 na kanale HBO Polska. Pomysłodawcą i scenarzystą serialu jest Nic Pizzolatto.

## Fabuła
Każdy sezon jest oddzielną całością, poszczególne serie nie są związane ani postaciami, ani linią fabularną.

### Sezon 1
Dwaj detektywi – Rustin Cohle (Matthew McConaughey) i Martin Hart (Woody Harrelson) – pracują nad sprawą dziwnych morderstw w Luizjanie w połowie lat 90. XX wieku. Po 17 latach od zamknięcia sprawy, dowiadują się o kolejnym morderstwie.

### Sezon 2
Akcja tego sezonu toczy się w Kalifornii. Fabuła tego sezonu skupia się na czwórce postaci – trójce policjantów, a są nimi: Ray Velcoro (Colin Farrell) z komendy policji miasta Vinci, Ani Bezzerides (Rachel McAdams) z biura szeryfa hrabstwa Ventura i Paul Woodrugh (Taylor Kitsch) z wydziału drogowego policji stanowej stanu Kalifornia oraz gangsterze Franku Semyonie (Vince Vaughn), który chce zalegalizować swoje interesy.

### Sezon 3
Trzecia odsłona antologii opowie historię makabrycznej zbrodni, która pozostaje nierozwiązana przez kilka dekad. Akcja serialu toczy się w sercu hrabstwa Ozark. Widzowie będą śledzić próby jej rozwiązania w trzech różnych okresach. W 2015 roku spotykamy emerytowanego detektywa Wayne’a Haysa (Mahershala Ali), który wraca do dalekich wspomnień. 35 lat wcześniej wraz ze swoim partnerem Rolandem Westem (Stephen Dorff) próbował rozwikłać sprawę tajemniczego zaginięcia dwójki rodzeństwa, 12-letniego Willa oraz 10-letniej Julii Purcell. To, co wydawało się z początku typowym porwaniem, przerodzi się w zbrodnię, ciągnącą się przez kilka dekad.

### Sezon 4
Alaska. Detektywki Liz Danvers (Jodie Foster) i Evangeline Navarro (Keli Reis) zostają oddelegowane do śledztwa w sprawie dziwnego zaginięcia grupy mężczyzn. By rozwiązać sprawę, policjantki muszą jednak odkryć ponurą historię małego miasteczka skrytego w śniegu i ciemności.

## Obsada

### Sezon 1

#### Role główne
- Matthew McConaughey jako Rust Cohle[4]
- Woody Harrelson jako Martin Hart[4]
- Michelle Monaghan jako Maggie Hart, żona Martina[5]
- Tory Kittles jako Thomas Papania, detektyw, partner Gilobugh[6]
- Michael Potts jako Maynard Gilbough, detektyw[6]

#### Role drugoplanowe
- Kevin Dunn jako Ken Quesada – szef wydziału zabójstw[7]
- Alexandra Daddario jako Lisa Tragnetti – reporterka, kochanka  Harta[6]
- Elizabeth Reaser jako Laurie Perkins – chirurg, dziewczyna Cohle’a[6]
- Brad Carter jako Charlie Lange
- Lili Simmons jako Beth
- Jay O. Sanders jako Billy Lee Tuttle
- Shea Whigham jako Joel Theriot[8]
- J.D. Evermore jako detektyw Bobby Lutz
- Dana Gourrier jako Cathleen
- Joe Chrest jako detektyw Chris Demma
- Dane Rhodes jako detektyw Favre
- Madison Wolfe jako Audrey Hart
- Anthony Molina jako detektyw
- Tess Harper jako pani Kelly
- Meghan Wolfe jako Macie Hart
- Don Yesso jako  Speece
- Jackson Beals jako detektyw Mark Daughtry
- Jim Klock jako detektyw Ted Bertrand
- Garrett Kruithof jako detektyw Jimmy Dufrene
- Michael Harney jako szeryf Steve Geraci
- Christopher Berry jako Danny Fontenot
- Alyshia Ochse jako Lucy
- Glenn Fleshler jako Errol Childress
- Charles Halford jako Reggie Ledoux
- Joseph Sikora jako Ginger
- Erin Moriarty jako Audrey Hart
- Brighton Sharbino jako Macie Hart
- Paul Ben-Victor jako major Leroy Salter

### Sezon 2

#### Role główne
- Colin Farrell jako Ray Velcoro[9]
- Vince Vaughn jako Frank Semyon[9]
- Rachel McAdams jako  Ani Bezzerides[10]
- Taylor Kitsch jako Paul Woodrugh

#### Role drugoplanowe
- Kelly Reilly jako Morgan[11]
- Michael Irby jako Elvis[11]
- Leven Rambin jako Sophia[11]
- Abigail Spencer jako Alicia[11]
- Lolita Davidovich jako Nancy Simpson, matka Paula Woodrugh, była tancerka[12]
- James Frain jako Kevin Burris, bezwzględny porucznik policji
- Riley Smith jako Steve Mercier,  zastępca szeryfa[13]
- Adria Arjona jako Emily[14]
- Michael Hyatt jako prokurator Katherine Davis[15]
- Yara Martinez jako Andrea, meksykańska imigrantka, która prowadzi zajazd[15].
- CS Lee jako Richard Geldof, stanowy prokurator generalny[16]
- Gabriel Luna jako Miguel Gilb[17]
- Rick Springfield[18]
- Ashley Hinshaw[19]

### Sezon 3

#### Role główne
- Mahershala Ali jako Wayne Hays[20]
- Carmen Ejogo jako Amelia Reardon[21]
- Stephen Dorff jako Roland West[22]
- Scoot McNairy jako Tom Purcell[23]
- Ray Fisher jako Henry Hays[24]

#### Role drugoplanowe
- Mamie Gummer jako  Lucy Purcell
- Josh Hopkins jako Jim Dobkins[25]
- Jodi Balfour jako Lori[25]
- Deborah Ayorinde jako Becca Hayes[26]
- Lonnie Chavis jako Henry Hays
- Rhys Wakefield jako Freddy Burns[24]
- Michael Greyeyes jako Brett Woodard[24]
- Jon Tenney jako Alan Jones[24]
- Sarah Gadon jako Elisa Montgomery[27]
- Emily Nelson jako Margaret[27]
- Brandon Flynn jako Ryan Peters[28]
- Michael Graziadei jako Dan O’Brien[28]

### Sezon 4: Kraina nocy[29]

#### Role główne
- Jodie Foster jako Liz Danvers
- Kali Reis jako Evangeline Navarro
- Fiona Shaw jako Rose Aguineau
- Finn Bennett jako Peter Prior
- Isabella Star LaBlanc jako Leah Danvers
- John Hawkes jako Hank Prior
- Christopher Eccleston jako Ted Connelly

#### Role drugoplanowe
- Anna Lambe jako Kayla Malee
- L'xeis Diane Benson jako Bee
- Aka Niviâna jako Julia Navarro
- Joel D. Montgrand jako Eddie Qavvik
- Owen McDonnell jako Raymond Clark
- Erling Eliasson jako Travis Cohle

## Odcinki
| Sezon | Sezon | Odcinki | Oryginalna emisja | Oryginalna emisja | Oryginalna emisja | Oryginalna emisja | Oryginalna emisja |
| Sezon | Sezon | Odcinki | Premiera serii    | Finał serii       | Premiera serii    | Finał serii       |                   |
| ----- | ----- | ------- | ----------------- | ----------------- | ----------------- | ----------------- | ----------------- |
|       | 1     | 8       | 12 stycznia 2014  | 9 marca 2014      | 13 stycznia 2014  | 10 marca 2014     |                   |
|       | 2     | 8       | 21 czerwca 2015   | 9 sierpnia 2015   | 22 czerwca 2015   | 10 sierpnia 2015  |                   |
|       | 3     | 8       | 13 stycznia 2019  | 24 lutego 2019    | 14 stycznia 2019  | 25 lutego 2019    |                   |
|       | 4     | 6       | 14 stycznia 2024  | 18 lutego 2024    | 15 stycznia 2024  | 19 lutego 2024    |                   |

## Nagrody

### Filmweb
2015
- Nagroda Filmwebu - Najlepszy serial  - za sezon drugi

### Emmy
2014
- Emmy - Najlepsza charakteryzacja w serialu kręconym jedną kamerą (naturalna)  - Felicity Bowring, Wendy Bell (I), Ann Pala, Kim Perrodin i Linda Dowds (I) za odcinek "The Secret Fate Of All Of Life"
- Emmy - Najlepsza czołówka
- Emmy - Najlepsza reżyseria serialu dramatycznego  Cary Joji Fukunaga - za odcinek "Who Goes There"
- Emmy - Najlepsze zdjęcia w serialu kręconym przy użyciu jednej kamery  Adam Arkapaw - za odcinek "Who Goes There"
- Emmy - Najlepszy dobór obsady serialu dramatycznego

### Amerykańska Gildia Kostiumologów
2015
- CDG - Najlepsze kostiumy w serialu współczesnym  Jenny Eagan

### Amerykańska Gildia Scenarzystów
2015
- WGA (TV) – Najlepszy scenariusz serialu dramatycznego  Nic Pizzolatto
- WGA (TV) – Najlepszy scenariusz nowego serialu  Nic Pizzolatto

### Amerykańska Gildia Scenografów
2015
- ADG - Najlepsza scenografia w godzinnym odcinku serialu współczesnego kręconego przy użyciu jednej kamery  Alex DiGerlando - za odcinki "The Locked Room" i "Form and Void"

### Amerykańskie Stowarzyszenie Montażystów
2015
- Eddie - Najlepszy montaż godzinnego serialu telewizyjnego dla telewizji niekomercyjnej  Affonso Gonçalves - za odcinek “Who Goes There”

### Critics’ Choice Television
2014
- Critics’ Choice Television - Najlepszy aktor w serialu dramatycznym  Matthew McConaughey[34]